# Jovan Ćirić
Jovan Ćirić (in serbo Јован Ћирић?; Knjaževac, 25 febbraio 2007) è un calciatore serbo, centrocampista dello Mladost Lučani.

## Carriera

### Club
È cresciuto nel settore giovanile dello Mladost Lučani, con cui ha debuttato il 1º novembre 2023 nell'incontro di Kup Srbije perso 3-1 contro il Vršac. Divenuto titolare la stagione successiva, il º settembre 2024 ha segnato il suo primo gol nel successo per 2-1 contro il TSC Bačka Topola in Superliga.

### Nazionale
Ha giocato con le nazionali giovanili serbe Under-17 ed Under-19.

## Statistiche

### Presenze e reti nei club
Statistiche aggiornate al 23 febbraio 2025.
| Stagione        | Squadra         | Campionato      | Campionato | Campionato | Coppe nazionali | Coppe nazionali | Coppe nazionali | Coppe continentali | Coppe continentali | Coppe continentali | Altre coppe | Altre coppe | Altre coppe | Totale | Totale | Totale |
| Stagione        | Squadra         | Comp            | Pres       | Reti       | Comp            | Pres            | Reti            | Comp               | Pres               | Reti               | Comp        | Pres        | Reti        | Pres   | Reti   |        |
| --------------- | --------------- | --------------- | ---------- | ---------- | --------------- | --------------- | --------------- | ------------------ | ------------------ | ------------------ | ----------- | ----------- | ----------- | ------ | ------ | ------ |
| 2023-2024       | Mladost Lučani  | SL              | 11         | 0          | CS              | 1               | 0               | -                  | -                  | -                  | -           | -           | -           | 12     | 0      |        |
| 2024-2025       | Mladost Lučani  | SL              | 25         | 1          | CS              | 1               | 0               | -                  | -                  | -                  | -           | -           | -           | 26     | 1      |        |
| Totale carriera | Totale carriera | Totale carriera | 36         | 1          |                 | 2               | 0               |                    | -                  | -                  |             | -           | -           | 38     | 1      |        |